# مغامرة غريبة للسيد انتيفير
مغامرة غريبة للسيد انتيفير (بالفرنسية: Mirifiques Aventures de maître Antifer)‏، (بالإنجليزية: Captain Antifer)‏ هي رواية من تأليف الروائي جول فيرن صدرت عام 1894. ويطلق عليها بالنسخة الإنجليزية القبطان انتيفير.